# ベルト・ド・オランド
ベルト・ド・オランド（Berthe de Hollande）またはベルト・ド・フリーズ（Berthe de Frise, 1058年頃 - 1093年7月30日）は、フランス王フィリップ1世の最初の王妃。実父は西フリースラント伯（後のホラント伯）フロリス1世、母はザクセン公ベルンハルト2世の娘ゲルトルート。父が1061年に死去した後、母はフランドル伯ロベール1世（フリース人伯）と再婚している。
オランダ語名はベルタ・ファン・ホラント（Bertha van Holland）。

## 生涯
実父西フリースラント伯フロリス1世と母ゲルトルートの7子の中の第4子長女として生まれる。、母を介してザクセン公ベルンハルト2世の外孫にあたり、当時有力であった名家ビルング家の流れをくむ。
1061年6月にユトレヒト司教ヴィレム1世に唆された父が殺害されれ、母ゲルトルートは突然、ベルト以下に幼い遺児3子を抱えた寡婦となり、1063年にフランドル家のロベール1世と再婚した。以降、ベルトは母ゲルトルードの連れ子としてロベール1世の後見の下で育つ。
1070年、継父ロベール1世が彼の実兄ボードゥアン6世の死後、遺言での約束を破り、自らのフランドル伯領の統治権を主張した。そのため、故ボードゥアン6世の遺児で相続人に指定されていた甥アルヌール3世及び寡婦となり、若年の息子に代わり摂政となる予定であった兄嫁リシルドらとの相続争いが起こった。ロベール1世は1071年2月のカッセルの戦いでのアルヌール3世の戦死により勝利し、フランドル伯位を得た。
しかし、ロベール1世は以上の行動により、寡婦リシルドと甥アルヌール3世を支持し軍事的支援を与えていたフランス王フィリップ1世と対立することになってしまった。
ゲルトルートが再婚後、後夫ロベール1世との間にもうけたベルトの継妹達は結婚するにはまだ幼過ぎたため、ロベール1世は当時16歳程で結婚適齢期を迎えていた継子のベルトをフィリップ1世との縁談相手とし手配した。
1072年、継父ロベールとフィリップ1世の和平の一環として、ベルトはフィリップ王に嫁いだ。
ベルトはフィリップ1世の王妃候補の中では最も地位が低く、いわゆる泡沫候補であったが縁談の数が少なかった上、ベルト以外の女性達はフィリップの血縁者であり近親婚となることを懸念された。その点、ベルトはカロリング朝含めたフランス王家の血を引いておらず、血縁がないため適切であるとされ、フィリップ1世の妃に選抜された。
この結婚で得られたフランス王の肩書は権威となったが、フィリップ1世は狭い王領に留まり、王威はパリとオルレアン周辺にしか及ばなかったため、ほとんど意味をなさなかった。
フィリップ1世との結婚後6年の不妊に悩まされたが、1078年以降4男1女が生まれた。
- コンスタンス（1078年 - 1124/26年） - 1094年にシャンパーニュ伯ユーグと結婚（1104年離婚）、1105年にアンティオキア公ボエモン1世と再婚
- ルイ6世（1081年 - 1137年） - フランス王
- アンリ（1083年 - ?） - 夭逝
- シャルル（1085年 - ?）- シャルリュー修道院長
- ウード（1087年 - 1096年）夭折

1090年頃、夫フィリップ１世はこの結婚により、義父に当たるフランドル伯ロベール1世に頭が上がらない日々に嫌気が差し、一説によれば、突然ベルトの『太り過ぎ』を口実に、夫フィリップ1世から離縁を申し渡されたと伝えられている。しかし、当時のフィリップも太り過ぎが原因で乗馬ができない状態であった。
ベルトがフランス王室に嫁いで来た際の持参金であった領地のほとんどを占めるモントルイユの要塞に王により軟禁された。そして1092年、夫フィリップは家系図を偽造し、教皇にベルトと自分の血族関係をでっち上げ、婚姻の無効を訴えベルトとの離婚を成立させた。
その後、フィリップ1世はシチリア伯ルッジェーロ1世に使節を送り、娘のエンマに求婚する等、別の女性との再婚を企てた。フィリップはベルトと離婚した年内、夫婦で謁見に来た臣下アンジュー伯フルク4世とその夫人ベルトラード・ド・モンフォール出会い、その若さと美貌に魅了されて自分の臣下から妻を奪い取る形で再婚し、後妻とした。
不本意な離婚を強いられたベルトは失意の中、幽閉先で翌1093年に死去した。